# Totò
För andra betydelser, se Toto (olika betydelser).
Totò, artistnamn för Antonio De Curtis, född Antonio Vincenzo Stefano Clemente den 15 februari 1898 i Neapel, död 15 april 1967 i Rom, var en italiensk skådespelare, komiker och poet. Med rötter i den napolitanska varianten av commedia dell'arte och med Charlie Chaplin som förebild kom han i likhet med denne att utveckla en slags baskaraktär som återkom i de flesta hans komedier på scenen och vita duken och blev en garanti för att filmen innehöll det som publiken önskade sig. I ungefär en tredjedel av hans 97 biofilmer (han gjorde även nio för TV) förekommer därför hans artistnamn som en del av titeln. Bland annat marknadsfördes hans första färgfilm med den i övrigt intetsägande titeln Totò a colori (1952). Totò var sin tids i särklass största publikmagnet i Italien och inte minst av det skälet ville de flesta av samtidens komediregissörer gärna samarbeta med honom. Han medverkade i filmer av 42 olika regissörer; särskilt fruktbart blev samarbetet med Mario Mattoli som gjorde 16 filmer med Totò. Förutom ett stort antal komedier gjorde Totò också några dramatiska filmroller och ett 50-tal teaterpjäser samt ett flertal TV-program.

## Biografi

### Uppväxt och karriärens början
Totò föddes som utomäktenskaplig son till den endast 16-åriga Anna Clemente och en okänd far. Han hade redan hunnit bli 23 år när hans mor gifte sig med teateragenten och markisen Giuseppe De Curtis som då tog på sig faderskapet men om han verkligen var Totòs biologiske far är oklart. Klart är åtminstone att Totò från och med 1921 till vardags använde sig av efternamnet De Curtis i stället för Clemente.
Smeknamnet Totò fick han ursprungligen av sin mor men det användes alltid även av hans vänner under barndomen. Totòs uppväxt var typisk för ett barn från den fattiga stadsdelen (rione) Sanità i Neapel. Han hängde i gränderna med sina vänner och tog tillfälliga småjobb av stadsdelens affärsidkare, medan skolgången blev eftersatt. Till skillnad från många av barndomsvännerna kunde den mycket begåvade Totò senare med lätthet ta igen de första årens missade skolundervisning men avbröt ändå gymnasiestudierna i förtid när skådespelandet kom in i bilden. Det var under sina sista skolår som han tillsammans med några skolkamrater började uppträda på för tiden typiska små utomhusscener kring Piazza Garibaldi, intill Neapels centralstation, under pesudonymen Clerment. Hans främsta förebild under denna tidiga läroperiod var komikern Gustavo De Marco, vars specialitet var så kallade macchiette, karikerande enmansföreställningar där olika mänskliga ”defekter” gestaltades genom en blandning av humoristisk monolog och visor. Föreställningarnas måltavla var inte någon identifierbar person utan snarare den typiske utövaren av någon syssla, till exempel prästen, tjänstemannen, balettdansören eller slaktaren.
Totòs första period som scenkomiker avbröts av första världskriget. Likt många andra i sin samtid kände han först entusiasm för att dra ut i kriget och anmälde sig 1915 som frivillig till armén. Han ångrade sig emellertid rätt snabbt sitt förhastade beslut och med ett långvarigt sjukdomstillstånd av något oklar natur som förevändning lyckades han på något sätt undvika att bli skickad till fronten ända tills kriget var slut. Då hade han bestämt sig för att satsa på skådespelandet som yrke. Han började i små ambulerande och tillfälliga teatersällskap som var vanligt förekommande på den tiden och som spelade korta pjäser på mindre orter utanför Neapel, ofast på helgerna. Pjäserna var vanligen något modifierade kortversioner av mer kända sådana, som spelades i Neapel med stjärnor som De Marco och Nicola Maldacea. På de små landsbygdsscenerna framfördes de utan att de ursprungliga upphovsmännen fick någon del av intäkterna. Detta kringflackande skådespelande sysselsatte Totò ända tills Giuseppe De Curtis erkände honom som sin son och öppnade för en möjlighet att följa med till Rom år 1921 och börja en teaterkarriär på riktigt.

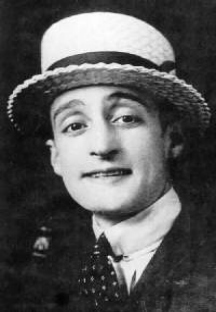
Totò under 1920-talet då han var känd endast i Rom och Neapel

### Karriär och privatliv under mellankrigstiden
Totò flyttade till Rom 1921 för att inledningsvis spela mot Umberto Capace, en av tidens främsta uttolkare av den klassiska commedia dell'arte-karaktären Pulcinella. Redan 1922 fick Totò ett kontrakt med Giuseppe Jovinelli, teaterdirektör och impressario som därmed knöt det nya stjärnskottet till sin egen teater i Rom. Hans paradnummer blev där en starkt Chaplin-inspirerad figur med en lustig hatt (bombetta), en alltför stor jackett, för korta byxor (s.k.”pantaloni a saltafossi”), och ett skosnöre som slips. Med den utstyrseln och sketcher med välskrivna manus av bland andra Kokasse fick han ett entusiastiskt mottagande av teaterpubliken och fick snart av Achille Maresca ett erbjudande om ett kontrakt för att även göra operett tillsammans med två av tidens främsta subretter, Isa Bluette och Angela Ippaviz.
Den första riktiga publiksuccén för Totò blev I tre moschettieri, en av preudonymerna Kokasse och Mascaria (Maria Scarpetta) skriven parodi på Dumas klassiska roman De tre musketörerna som hade premiär 1 februari 1929 på Teatro Nuovo i Neapel, vars ägare Eugenio Aulicino omedelbart erbjöd huvudrollsinnehavarna Totò och Titina De Filippo ett förlängt kontrakt. Omkring 1931 hade Totò uppnått en position där han kunde bli sin egen manager och välja bland erbjudanden från olika teaterdirektörer med inriktning på så kallad ”avanspettacolo”, korta teaterföreställningar (45-60 minuter) på biograferna före huvudnumret, filmen. Efter en succéartad säsong satsade Totó på 1932 på att grunda ett eget teatersällskap, som under 1930-talet kom att uppträda på scener i nästan samtliga Italiens provinser med en ständigt växande publik och goda recensioner i pressen av bland andra Cesare Zavattini. Avanspettacolo var en genre som egentligen skapats av skatteskäl, då den fascistiska regimen beviljat stora skatteförmåner för teatrar som visade film, och sågs som ”revy för de fattiga”. Den fascistiska regimens skattepolitik skapade möjligheter för nybildade teatersällskap med begränsade resurser för vilka det definitivt inte var filmen som var huvudsaken. Den ”riktiga revyscenen” dominerades vid denna tid av stora och väletablerade teatersällskap, inriktade mot en publik som antogs ha mindre vulgär smak och där var den stora stjärnan under 1930-talet Erminio Macario.
Under ett framgångs- och händelserikt 1930-tal, avslutad med en gigantisk succé, L'ultimo Tarzan (1939), turnerade Totòs sällskap Italien runt och presenterade tiotals korta revyer. Det var under denna tid när Totò fått det gott ställt ekonomiskt som hans besatthet av adliga titlar började göra sig bemärkt. Han började genom omfattande genealogisk-heraldisk forskning leta efter adliga titlar som han kunde foga till sitt namn. Eftersom han själv ständigt var upptagen av teatern, anlitade han forskare som mot betalning fick i uppdrag att leta efter adelstitlar som var till salu. Ett verkligt fynd i detta sammanhang blev den utfattige markisen Francesco Maria Gagliardi Focas som hade ärftlig rätt till en lång rad adliga titlar, vilka 1933 förvärvades av Totò genom att markisen adopterade honom i utbyte mot en livränta på ett okänt belopp. En annan förändring i Totòs privatliv var att han 1931 inledde ett seriöst förhållande med den 16-åriga officersdottern Diana Bandini Rogliani. Paret gifte sig 1935 två år efter att de fått dottern Liliana, döpt efter Totòs tidigare älskarinna Liliana Castagnola som tog sitt liv med en överdos sömntabletter 1930. Det äktenskapliga samlivet upphörde juridiskt och de facto 1939. Paret fortsatte dock för dotterns skull att bo under samma tak till 1950 då Diana lämnade hemmet för att gifta om sig.

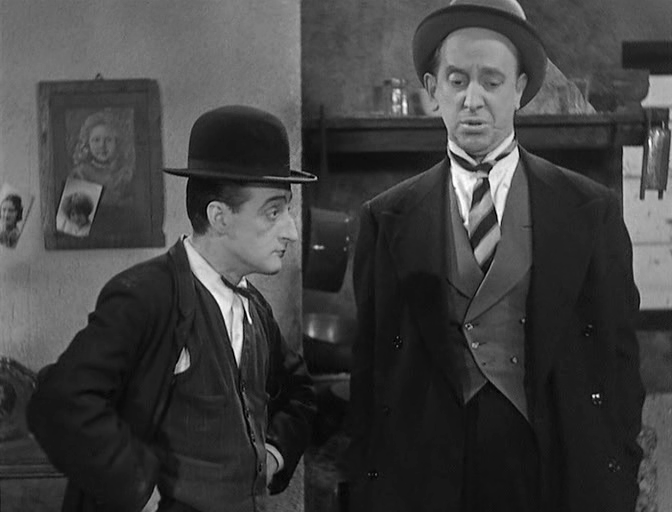
Totò (till vänster) och Franco Coop i en scen ur Totòs första film Fermo con le mani! (1937)

### Från teaterscenen till filmen
Totò gjorde sin första filmroll 1937 men var inte särskilt intresserad av mediet och var tveksam till om det var något han egentligen ville syssla med. Han fokuserade mer på sitt ungefär samtidigt påbörjade samarbete med revyförfattaren Michele Galdieri, ett samarbete som slutgiltigt lyfte honom från biografernas förprogram till de stora revyscenerna där han fick spela tillsammans med bland andra Anna Magnani och Isa Barzizza i ett flertal produktioner under 1940-talet. Höjdpunkter under den perioden var revyer som Orlando curioso (1942) och Con un palmo di naso (1944). För sin tredje filmroll i Amleto Palermis film San Giovanni decollato (1940) fick Totò så goda recensioner och inkomster att han bestämde sig för att göra ytterligare en film med Palermi och sedan ytterligare två med Giorgio Simonelli och Mario Bonnard som regissörer. Men det var först när han gjorde I due orfanelli (1947), som var den första av hans 16 filmer med Mario Mattoli som regissör som Totó började se sin medverkan i filmer som något annat än tillfälliga avbrott i revysamarbetet med Galdieri.
Den andra filmen Totò gjorde med Mattoli som regissör och Isa Barzizza som kvinnlig motspelare blev den första där det nu även för  filmpubliken välkända namnet fanns med i titeln: Totò al giro d'Italia (1948). Inom ett år gjorde han ytterligare två filmer med den mycket produktive regissören men Totòs första riktigt stora filmsuccè kom med två andra regissörer, Steno (Stefano Vanzina) och Mario Monicelli, som tillsammans regisserade Totò cerca casa (1949). Filmen var genremässigt en parodi på neorealistisk film och fick ett entusiastiskt mottagande av publiken och uppmärksammades av flera framstående filmkritiker. I en recension i tidskriften Il Mondo noterade Ennio Flaiano 31 december 1949 att Totòs filmer uppenbarligen inte behövde mycket till intrig för att dra publik till salongerna. Publiken gick till biografen för att se Totò och skratta åt hans till synes improviserade agerande i olika situationer. Flaiano menade att detta också förklarade att Totòs namn numera förekom i titeln på filmerna. I dagstidningen Il Messaggero skrev Ermanno Contini 15 december 1949 att Totò tveklöst var Italiens främsta komiker och en av de största i Europa. Den katolska filmtidskriften Rivista del cinematografo berömde i sitt januarinummer 1950 Totòs prestation men den anonyme recensenten ansåg att filmen i övrigt höll låg kvalitet och att flera scener var vulgära och mer eller mindre pornografiska; publiken avråddes därför från att se filmen.

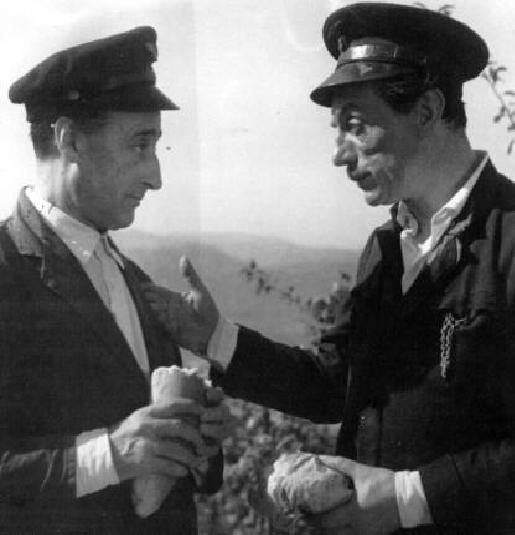
Totò (till vänster) och Eduardo De Filippo i en scen ur den senares svarta komedi Napoli milionaria (1950)

### Totò under 1950-talet
Under 1950-talet utvecklades Totò snabbt till något av en egen filmindustri. Antalet filmer han medverkade i talar sitt tydliga språk: Redan år 1950 hade sju filmer med Totò i huvudrollen premiär på de italienska biograferna, 1951 ytterligare fyra. Av dessa elva filmer hade fem Totòs namn inarbetade i filmens titel. Under 1952 lugnades tempot tillfälligt ner på grund av de problem Totò hade i sitt privatliv. Detta år medverkade Totò i två filmer, Totò e le donne och Totò a colori, båda i regi av Steno. Den senare var Totòs första färgfilm, gjord i Ferraniacolor, en teknik med mycket låg ljuskänslighet (12 ASA), vilket krävde extremt stark belysning i studion. De starka lamporna har angetts som orsak till den tillfälliga blindhet som drabbade Totò flera år senare och som varade ett drygt år varefter han successivt återfick en del av synförmågan. Om han fick besvär i direkt samband med inspelningen av färgfilmen är oklart och det har påpekats att synproblemen först uppträdde i samband med en svår virusinfektion i slutet av 1956. Redan 1953 kom nämligen fyra nya filmer med den populäre komikern och åren 1954-59 sammanlagt 31 filmer med 1954 som det mest produktiva året (åtta filmer).
I denna närmast industriella framställning av filmer fanns ett fåtal av kritikerna uppmärksammade toppar, vilka hade det gemensamt att de inte var typiska Totò-filmer. Den första var Eduardo De Filippos svarta krigskomedi Napoli milionaria (1950), där Totòs frihet att improvisera som han brukade begränsades av den kompromisslöse De Filippo som var anglägen om att få fram sitt budskap om misären i 1940-talets Neapel. En annan otypisk Totò-film var Stenos och Mario Monicellis Guardie e ladri (1951) där Totò spelade en slug småskurk i Rom, en roll som gav honom den första av karriärens två Nastro d'argento, det främsta italienska filmpriset. Mycket kritikerberöm fick Totò även för sin roll i Vittorio De Sicas film Neapels guld (1954).
Kritikernas välvilja tenderade att öka ju längre bort Totò kom från sin ursprungliga Chaplin-gestalt som av dem sågs som en mekanisk karaktär på samma sätt som Pinocchio (som Totó också spelat) snarare än en person. Totò som i viss mån kände sig träffad av kritiken skrev, som för att förklara sin ståndpunkt och konstnärliga ställningstaganden, ett synopsis till Camillo Mastrocinques film Siamo uomini o caporali (1955), vars titel så när som på frånvaron av ett frågetecken var identisk med titeln på Totòs 1952 publicerade självbiografi. Filmen var ett kraftfullt ställningstagande, med en del av handlingen placerad i ett koncentrationsläger där ”människan” Esposito (Totò) sitter som fånge, pinad av den nazistiske lägerkommendanten överste Hammler (Paolo Stoppa). Hammler är dock för Totò ingen överste utan bara en av de många ”korpraler” som i flera olika skepnader (i filmen i sex olika roller, alla spelade av Stoppa) gör livet outhärdligt för de människor som slumpen gett dem makt över.
När Totòs synförmåga förbättrats något efter den tillfälliga blindhet som gjorde honom arbetsoförmögen under hela 1957 återvände han till filmen med stor framgång i Monicellis kriminalkomedi Kvartetten som sprängde (1958). Den följdes av ytterligare ett tiotal filmer före 1960-talets början, de flesta av god kvalitet. Kritikerna var välvilliga i sina recensioner och publiken strömmade till som vanligt. Det mesta tydde på att 1960-talet skulle bli minst lika framgångsrikt och inkomstbringande för Totò som 1950-talet hade varit.

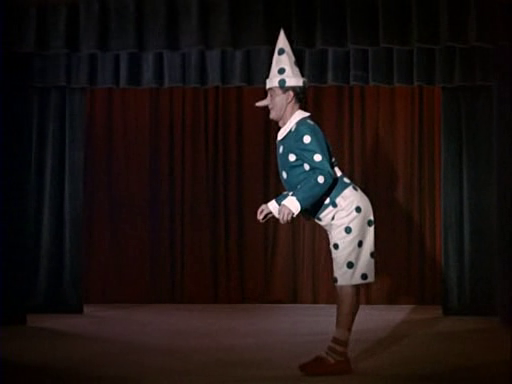
Totò i rollen som Pinocchio i sin första färgfilm Totò a colori (1952)

### De sista årens framgångar och ofullbordade projekt
Totòs 1950-tal hade varit oerhört produktivt men samtidigt fyllt av personliga problem. Hans första familj upplöstes slutgiltigt i och med att exhustrun 1950 flyttade ut ur det gemensamma hemmet. Försöket att bilda en ny familj tillsammans med skådespelerskan Franca Faldini, som han sammanlevde med från 1952, sysselsatte skvallerpressen, särskilt när Franca blev gravid och graviditeten slutade med den nyfödde sonen Massimilianos död 1954. Därefter fick Totò problem med hälsan, särskilt synen. Allt detta sammanlagt tycks ha fått honom att börja distansera sig från sin gamla standardroll, vid det här laget en födkrok, och söka nya vägar samtidigt som han rutinmässigt fortsatte att spela in typiska Totò-filmer. Erbjudanden om andra typer av roller saknades inte. Många regissörer trodde sig veta att Totò hade mycket mer i sig. Federico Fellini hade ett aldrig fullbordat filmprojekt med den preliminära titeln Il viaggio di G. Mastorna där han hade tänkt sig Totò i en av huvudrollerna. Luchino Visconti skrev ett synopsis för Totò till en film om Antonio Petito, 1800-talets mest berömda Pulcinella. Slutligen blev det Alberto Lattuada som fick Totò att acceptera rollen som den korrupta prästen Fra' Timoteo i La mandragola (1965), baserad på ett skådespel av Niccolò Machiavelli och med handlingen förlagd till Florens i dennes samtid, år 1504. För Totòs del var detta ett lyckat val som ledde till att han nominerades till en Nastro d'argento 1966 för bästa biroll.
Totòs allt sämre hälsa var ett problem redan under inspelningen av La mandragola och Lattuada berättade senare att eftersom Totò inte längre såg någonting i dålig belysning var man tvungen att använda markeringar i golvet för att han skulle röra sig åt rätt håll i vissa scener. Framgången med Lattuadas film gav Totò den energikick han behövde för att fullfölja ännu en huvudroll, i en film som enligt kritikerna blev ett mästerverk men samtidigt den av Totòs filmer som genererat minst intäkter av alla, Pier Paolo Pasolinis Stora stygga fåglar och små snälla (1966). Totò hade vid tiden för inspelningen inte mycket kvar av sin synförmåga men genomförde rollen med bravur. Filmen fick två Nastro d'argento av vilka en gick till Totò för bästa huvudroll. Han fick dessutom ett speciellt omnämnande för sin prestation vid filmfestivalen i Cannes 1966. Rollen i Pasolinins film blev Totòs sista huvudroll. Efter den medverkade han i ett par episodfilmer i avsnitt regisserade av Pasolini och Steno.
Trots sin allt sämre hälsa accepterade Totò 1967 erbjudandet att göra en TV-serie, Tutto Totò med sina populäraste sketcher, samtidigt som han deltog i en teaterproduktion, Padre di famiglia i regi av Nanni Loy. Under arbetet med den senare försämrades hans hälsa hastigt. Han tvingades avbryta spelandet 13 april och ersattes av Ugo Tognazzi. Två dagar senare avled Totò efter att ha drabbats av flera hjärtattacker. Han begravdes i sin födelsestad.

Totò presenteras för en av de andra aktörerna, en korp, vid inspelningen av Pasolinis Stora stygga fåglar och små snälla (1966)

## Filmografi (i urval)
- 1937 – Fermo con le mani!
- 1940 – San Giovanni decollato
- 1947 – I due orfanelli
- 1950 – Napoli milionaria
- 1951 – Guardie e ladri
- 1952 – Totò a colori
- 1953 – Una di quelle
- 1954 – Dov'è la libertà... ?
- 1954 – Miseria e nobiltà
- 1954 – Neapels guld (L'oro di Napoli)
- 1955 – Skojare i Rom (Racconti romani)

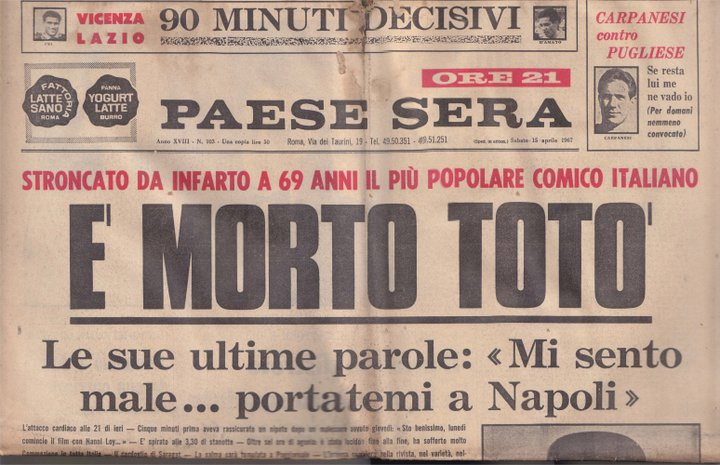
Totò var Italiens populäraste komiker under efterkrigstiden och hans död 1967 blev en förstasidesnyhet i dagspressen.

- 1958 – Kvartetten som sprängde (I soliti ignoti)
- 1960 – Nyårstjuven (Risate di gioia)
- 1960 – Letto a tre piazze
- 1962 – Totò diabolicus
- 1965 – La mandragola
- 1966 – Stora stygga fåglar och små snälla (Uccellacci e uccellini)
- 1966 – Operazione San Gennaro
- 1967 – Häxorna (Le streghe)